# 赫蒙 (緬因州)
赫蒙（英語：Hermon）是一個位於美國緬因州佩諾布斯科特縣的鎮。

## 人口
根據2020年美國人口普查的數據，赫蒙的面積為95.34平方千米，當中陸地面積為92.90平方千米，而水域面積為2.43平方千米。當地共有人口6461人，而人口密度為每平方千米68人。